# 交力坪駅
交力坪駅（からぴんえき）は、台湾嘉義県竹崎郷にある阿里山森林鉄路阿里山線の駅。
標高997メートルの無人駅。隣の梨園寮駅から唯一駅間にトンネルがなく、駅周辺の高台からの眺望がよい。

## 駅名
由来については諸説ある。
1. 比較的平坦（現地語で「坪仔」）な当地が早くから外地との交易拠点となったが、平地からの来訪者は運搬で生計を立てていた（苦力雇工）者が多く、『物資「交」易で苦「力」の雇用が生まれる「坪」仔』となった説[2]。
2. 当地が高度的にも距離的にも阿里山線の中間地点であり、上下列車の交換に適しており、実際の運行時刻でも交換が多かったことで「交力」となった説。
3. 日本統治時代に開発に動員された客家人が現地で原生する槲を「交栗(kàu-la̍t)」と言っていたことから「交力」に転じ[3][4]、それが「坪仔」と合わさってできた説。

## 駅構造
上下列車が交換できるよう、副本線1線をもち、ステップ式の簡易な仮設台のみ備えている地上駅。
ホームから見て左側が事務室、右側が待合室という隣の独立山駅と同じ構成。

## 駅周辺
小規模の民家、商店がある。竹崎からの登坂区間で道路とは一旦離れるが、当駅からは再び並行する。
- 嘉義県政府警察局竹崎分局仁寿派出所
- 林務局嘉義林区管理処奮起湖工作站
- 瑞太古道
  - 雲潭瀑布
- 瑞里風景区（中国語版）

## バス
- 嘉義県公車処7315系統（嘉義 - 瑞峰）が交力坪停留所から利用できる。

## 歴史
- 1912年10月1日 - 開業。
- 1985年 - 無人称呼駅になる

## 隣の駅
阿里山森林鉄路
■阿里山線
梨園寮駅 - 交力坪駅  - 水社寮駅